# Липница (окръг Кюстенджа)
Вижте пояснителната страница за други значения на Липница.
Липница (на румънски: Lipnița) е село в окръг Кюстенджа, Северна Добруджа, Румъния.

## История
До 1940 година в Липница има българско население, което се изселва в България по силата на подписаната през септември същата година Крайовска спогодба.

## Личности
Родени в Липница
- Желю Димов (1868 – ?), в 1895 година завършвил история в Софийския университет.[1]
- Злати Димов Станев, български военен деец, подофицер, загинал през Втората световна война[2]